# 小行星6752
小行星6752（6752 Ashley）是一颗绕太阳运转的小行星，为主小行星带小行星。该小行星于1971年3月26日发现。

## 轨道参数
小行星6752的轨道半长轴为2.3812449 UA，离心率为0.082。